# 田園交響楽 (1946年の映画)
『田園交響楽』（La Symphonie pastorale）は1946年のフランスの映画。アンドレ・ジッドの小説『田園交響楽』を映画化した作品。
第1回カンヌ国際映画祭でグランプリ（パルム・ドール）を獲得し、主演のミシェル・モルガンは女優賞を、ジョルジュ・オーリックは最優秀音楽賞を受賞した。
日本では当初、『田園交響樂』という題で公開された。

## キャスト
※括弧内は日本語吹替（初回放送1967年10月1日 NHK『劇映画』）
- ジェルトリュード：ミシェル・モルガン（吉行和子）
- ジャン牧師：ピエール・ブランシャール（久米明）
- アメリー：リーヌ・ノロ（北原文枝）
- ジャック：ジャン・ドザイ（宗近晴見）
- カステラン：ジャック・ルーヴィニー（島宇志夫）
- ピエット：アンドレ・クレマン（今井和子）

## スタッフ
- 監督・脚色：ジャン・ドラノワ
- 原作：アンドレ・ジッド
- 撮影：アルマン・ティラール
- 編集：スザンヌ・フォーヴェル
- 音楽：ジョルジュ・オーリック